# 조시 디빈센조
조시 디빈센조(Josie DiVincenzo, 1959년 12월 13일 ~ )는 미국의 텔레비전 배우, 영화배우, 배우이다.
버펄로에서 태어났다.

## 영화
- 폴리티컬 디재스터 (2009년) - 조 역
- 데어데블 (2003년)
- CSI 라스베가스 시즌1 (2000년)
- 비버리힐즈의 아이들 (1990년)
- 더 영 앤 더 레스트리스 (1973년)